# 27399 Gehring
27399 Gehring este o planetă minoră (asteroid), cu un diametru de 2,739 km, din centura de asteroizi. A fost descoperită pe 11 martie 2000 la Stația Anderson Mesa de Lowell Observatory Near-Earth-Object Search. 
Obiectul prezintă o orbită caracterizată de o semiaxă mare de 2,4242609 UAi, o excentricitate de 0,19, o înclinație de 7,00138 ° în raport cu ecliptica.